# Liste der Baudenkmale in Datzetal
In der Liste der Baudenkmale in Datzetal sind alle denkmalgeschützten Bauten der Gemeinde Datzetal (Mecklenburg-Vorpommern) und ihrer Ortsteile aufgelistet. Grundlage ist die Veröffentlichung der Denkmalliste des Landkreises Mecklenburgische Seenplatte (Auszug) vom 20. Januar 2017.

## Baudenkmale nach Ortsteilen

### Bassow
| ID | Lage               | Bezeichnung | Beschreibung | Bild           |
| -- | ------------------ | ----------- | ------------ | -------------- |
| 26 | Dorfstraße (Karte) | Kirche mit  |              | Weitere Bilder |
| 26 |                    | Einfriedung |              |                |

### Pleetz
| ID  | Lage          | Bezeichnung  | Beschreibung | Bild |
| --- | ------------- | ------------ | --- | ---- |
| 918 | Salower Weg 5 | Gutshaus mit | 1-gesch., 9-achs., unsanierter Fachwerkbau von um 1800 mit Krüppelwalm-Mansarddach und 2-gesch. Fachwerkanbau von um 1900; Gut der Familien von Bertikow (bis 1469) und Heinrich Hahn aus Kuchelmiß. Das Gutshaus Pleetz brannte im Juni 2015 ab. |      |
| 918 |               | Park         | |      |
| 918 |               | Eiskeller    | |      |

### Roga
| ID  | Lage           | Bezeichnung                 | Beschreibung | Bild           |
| --- | -------------- | --------------------------- | --- | -------------- |
| 949 | Kirchstraße 20 | Gutshaus                    | Sanierter, 1-gesch., 12-achs. Backsteinbau von 1890 als Verwalterhaus mit Mezzaningeschoss und 2-gesch. Mittelrisalit. |                |
| 950 | (Karte)        | Kirche mit                  | | Weitere Bilder |
| 950 |                | Feldsteinmauer,             | |                |
| 950 |                | Friedhofsportal,            | |                |
| 950 |                | Torpfeiler mit Eisentor und | |                |
| 950 |                | romanischer Taufstein       | |                |
| 951 | Kirchstraße 9  | Pfarrhaus mit               | |                |
| 951 | Kirchstraße 9  | Reste der Feldsteinmauer    | |                |

### Sadelkow
| ID  | Lage            | Bezeichnung                                   | Beschreibung | Bild           |
| --- | --------------- | --------------------------------------------- | ------------ | -------------- |
| 976 | B 197, Km 7.175 | Meilenstein (Rundsockelstein)                 |              |                |
| 977 |                 | Gedenkstein für den Frieden (nahe der Kirche) |              |                |
| 978 |                 | Kirche mit                                    |              | Weitere Bilder |
| 978 |                 | Mausoleum                                     |              |                |
| 978 |                 | Mauer                                         |              |                |

### Salow
| ID  | Lage                | Bezeichnung                     | Beschreibung | Bild           |
| --- | ------------------- | ------------------------------- | ------------ | -------------- |
| 980 | Zum Gutshaus 23     | Gutshaus mit                    |              |                |
| 980 | Dorfstraße 21       | Park                            |              |                |
| 981 |                     | Gutsscheune (hinter der Kirche) |              |                |
| 982 | Kastanienweg 18     | Verwaltungsgebäude der MTS      |              |                |
| 983 | (Karte)             | Kirche mit                      |              | Weitere Bilder |
| 983 |                     | Mauer                           |              |                |
| 983 |                     | Friedhofsportal                 |              |                |
| 984 | Salower Siedlung 2  | Aufsiedlerhaus                  |              |                |
| 985 | Salower Siedlung 3  | Aufsiedlerhaus                  |              |                |
| 986 | Salower Siedlung 4  | Aufsiedlerhaus                  |              |                |
| 990 | Salower Siedlung 9  | Aufsiedlerhaus                  |              |                |
| 991 | Salower Siedlung 10 | Aufsiedlerhaus                  |              |                |
| 992 | Salower Siedlung 11 | Aufsiedlerhaus                  |              |                |
| 993 | Speicherstraße 6    | Speicher                        |              |                |

## Quelle
- Karte der Baudenkmale im Geoportal des Landkreises